# Chalcosyrphus ornata
Chalcosyrphus ornata är en tvåvingeart som först beskrevs av Enrico Adelelmo Brunetti 1915.  Chalcosyrphus ornata ingår i släktet mulmblomflugor, och familjen blomflugor. Inga underarter finns listade i Catalogue of Life.